# Francesc de Paula Cuello i Prats
Francesc de Paula Cuello (o Coello) i Prats (Barcelona, 1824 -1851) fou un polític i periodista català. Juntament amb Abdó Terrades participà en les bullangues de Barcelona de 1840. El 1842 fou nomenat comandant d'un batalló de la Milícia Nacional i redactor d'El Republicano, diari que difonia els plans revolucionaris. El 13 de novembre fou empresonat per les seves idees, però la seva tropa el va alliberar i hagué d'exiliar-se a França amb Narcís Monturiol. S'afilià al Partit Democràtic i intentà tornar, però fou deportat primer a Andalusia i després a Eivissa, i fins al 1849 no li permeteren tornar a Barcelona, on continuà la seva tasca periodística. La nit de Sant Joan de 1851 fou assassinat al carrer de les Basses de Sant Pere de Barcelona per brigada de policia anomenada Ronda d'en Tarrés.